# أسرة جين (266–420)

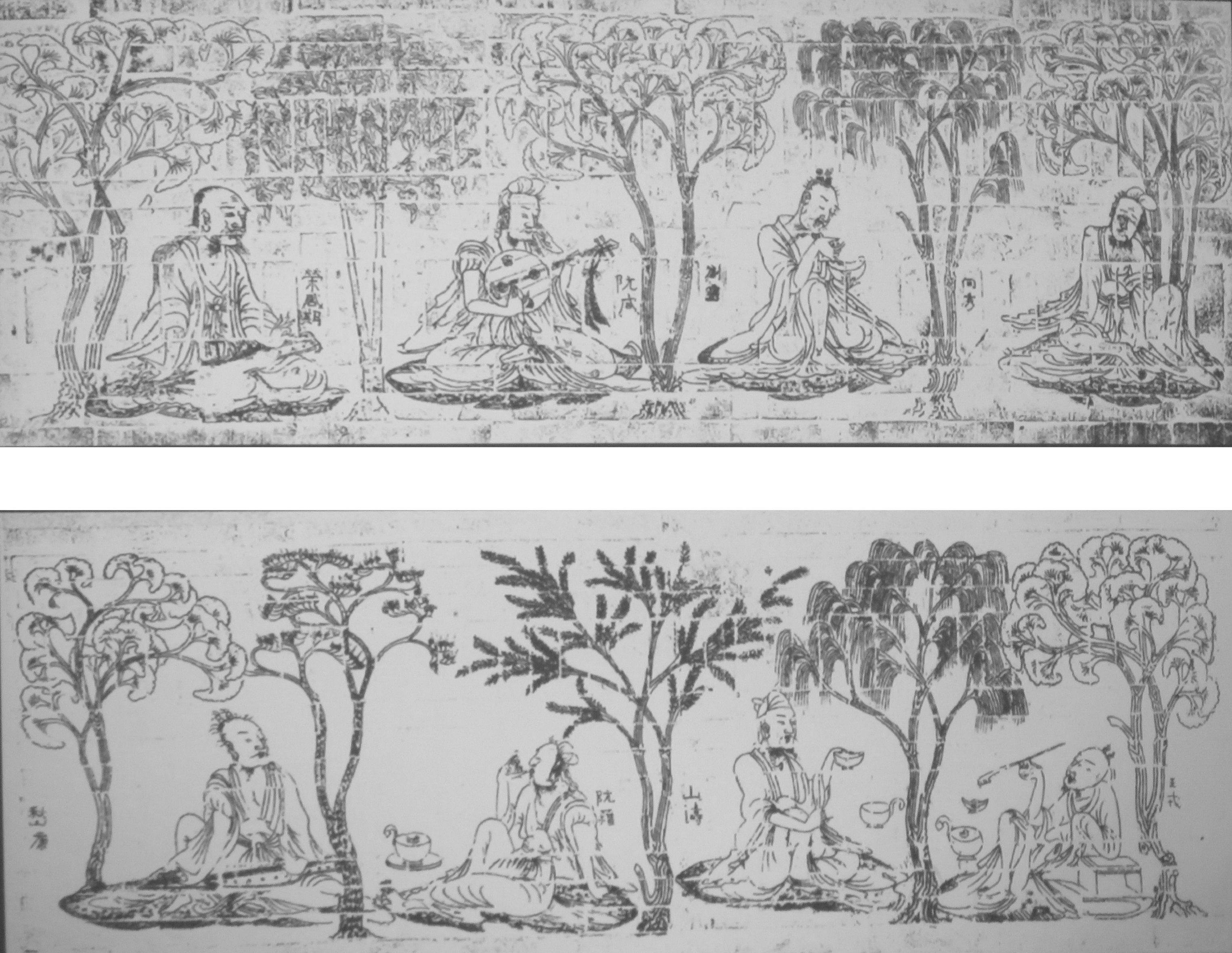
سبعة حكماء في بستان الخيزران، عبارة عن لوحة زيتية لمقبرة جين الشرقية من نانجينغ، وتقع الآن في المتحف الإقليمي في شنشى.

كانت أسرة جين ((بالصينية المبسطة: 晋朝; بالصينية التقليدية: 晉朝; البينيين: Jìn Cháo; ويد–جيلز: Chin⁴-ch'ao²)، IPA: ‎[tɕîn tʂʰɑ̌ʊ]‏)، أسرة حاكمة في التاريخ الصيني، وعاشت في الفترة من عام 265 و420 بعد الميلاد. وهناك قسمان رئيسيان في تاريخ الأسر الحاكمة، القسم الأول جين الغربية (باللغة الصينية: 西晉، في الفترة من 265 – 316) والقسم الثاني جين الشرقية (باللغة الصينية: 東晉، في الفترة من 317 – 420). وتم تأسيس جين الغربية على يد سيما يان (Sima Yan) وعاصمتها لويانغ، بينما بدأت جين الشرقية على يد سيما روي (Sima Rui)، وعاصمتها جيانكانغ. ويُطلق الباحثون على هاتين الفترتين ليانغ جين (باللغة الصينية: 兩晉 lit، سيما جين لتمييز هذه الأسرة عن الأسر الأخرى التي تستخدم نفس الصفة الصينية، مثل أسرة جين التالية (باللغة الصينية: 後晉).

## التأسيس
كانت عشيرة سيما (Sima) في بادئ الأمر فرعًا من أسرة وي، ولكن نما نفوذ هذه العشيرة وسلطانها إلى حد كبير بعد حادثة مقابر قاوبينغ في عام 249. وفي عام 265، أجبر سيما يان الإمبراطور تساو هوان (Cao Huan) حاكم وي على التنازل عن العرش له، لتنتهي وي وتبدأ جين (باسم الإمبراطور وو). وقد سمّى أسرته باسم مدينة جين التي تتبع فترة الربيع والخريف التي حكمت يومًا ما مقاطعة وين والتي كانت موطنًا لعشيرة سيما (Sima) وتقع في خيني (وفي يومنا هذا تعرف باسم مقاطعة وين، خنان). وفي عام 280، هزمت جين وو الشرقية ووحدت الصين، ولكن الصراعات الداخلية والفساد والاضطراب السياسي قوض أركان الأسرة الحاكمة بسرعة، واستمر الاتحاد لعشر سنوات فقط. وبظهور الإمبراطور الثاني لجين، الإمبراطور هوي (Hui)، حاول العديد من الأمراء الاستيلاء على السلطة في حرب الأمراء الثمانية المدمرة. ومن ثم جاءت انتفاضة وو هو (Wu Hu) والتي فرت خلالها أعداد كبيرة من اللاجئين إلى الجنوب في حين احتل الشمال من قبل جماعات البدو المختلفة. وكانت هذا دليلاً على نهاية عهد أسرة جين الغربية عام 316 عندما تم إخلاء بلاط جين إلى الجنوب من منطقة نهر هواي، وبداية عهد جين الشرقية وفترة الممالك الستة عشر.
وأسس سيما روي جين الشرقية في جيانكانغ في عام 317، وقد امتدت أراضيها في معظم أنحاء جنوب الصين اليوم. ويسمى في بعض الأحيان المزيج من فترة جين الشرقية والممالك الستة عشر باسم جين الشرقية والممالك الستة عشر (باللغة الصينية: 東晉十六國). وخلال هذه الفترة، انتقلت أعداد كبيرة من الناس إلى الجنوب نزوحًا من الأرض المنبسطة المركزية, تحفيزًا لتنمية جنوب الصين. وكان أباطرة جين الشرقية محدودي السلطة، حيث تركزت معظم السلطة في أيدي الأسرة الحاكمة، في حين كانت القوة العسكرية في يد أفراد ليسوا من العائلة المالكة. وبدأ العديد من أفراد فانغ تشن (باللغة الصينية:方鎮 lit. مقاطعة عسكرية) في التطلع للحكم مما أدى إلى الثورات العسكرية، مثل حركات التمرد من وانغ دان (Wang Dun) وسو جون (Su Jun) وديكتاتورية هوان ون (Huan Wen). وعلى الرغم من وجود هدف معلن من استعادة «الأراضي الشمالية المفقودة»، أدى جنون العظمة داخل العائلة المالكة والسلسلة المستمرة من الصراعات على العرش إلى فقد دعم العديد من المسؤولين. وفي عام 383، حشدت فورمر تشين جنودها وعقدت العزم على هزيمة جين الشرقية. وخوفًا من مواجهة التهديد بالغزو، تعاون العديد من المسؤولين في جين على أمل صد الهجوم. وبعد معركة نهر فاي، كان بمقدور شي يان (Xie An) وشي شوان (Xie Xuan) وغيرهما من الجنرالات صد الهجوم على تشين واستعادة مجموعة كبيرة من الأراضي من عدوهم. ومع ذلك، وقعت معارك سياسية داخلية كثيرة من قبل مجموعات مختلفة من المسؤولين بعد اغتصاب السلطة من هوان شوان (Huan Xuan) وإجباره على التخلي عن العرش. ونظرًا لمعاناة الإدارة المدنية، وقعت العديد من الثورات على يد سون أون (Sun En) و لو شيون (Lu Xun) والإعلان عن المملكة الجديدة التي أطلق عليها اسم شو الغربية عن طريق القائد العسكري تشياو تسونغ (Qiao zong) في إقليم شو التابعة لجين الشرقية. وفي نهاية الأمر، أدت انتفاضة ليو يو (Liu Yu) إلى وقوع فوضى كبرى أعقبها توليه للعرش، ليضع نهاية لحكم أسرة جين وبداية حكم أسرة ليو سونغ (Liu Song) وفترة الأسر الجنوبية والشمالية في التاريخ الصيني

## معلومات تاريخية

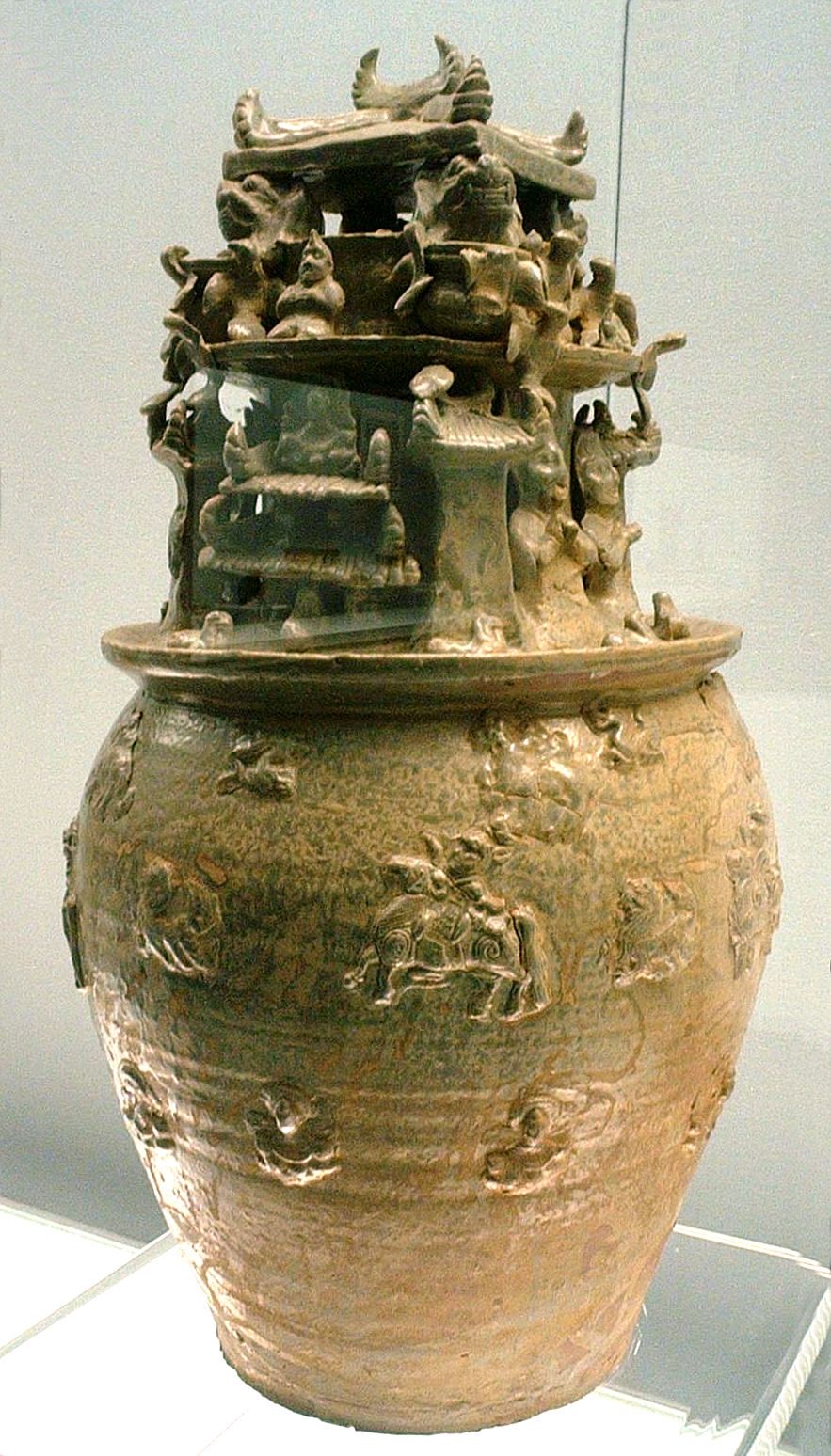
الروح الفخارية الخاصة بجين الغربية، مع أشكال بوذية.

تم تأسيس أسرة جين الغربية (باللغة الصينية: 西晉، في الفترة من 265 – 316) على يد الإمبراطور وو (Wu) المعروف باسم سيما يان. على الرغم من تميزها بفترة وجيزة من الوحدة بعد هزيمة وو الغربية في عام 280، عانت جين من حرب مدنية مدمرة، حرب الأمراء الثمانية، والتي لم يتمكنوا بعدها من احتواء ثورة القبائل البدوية المعروفة باسم وو هو. وتم الاستيلاء على العاصمة لويانغ في عام 311، وتم القبض على الإمبراطور هواي. كما تم إلقاء القبض على خليفته، الإمبراطور مين (Min) في تشانغآن في عام 316.
وفر باقي حاشية جين إلى الشرق وأعيد تشكيل الحكومة في جيانكانغ، التي تقع بالقرب من نانجينغ الموجودة في الوقت الحالي، وذلك تحت سلطة أحد أفراد العائلة الملكية الذي أطلق عليه أمير لانجيي. وتم الإعلان عن الأمير الإمبراطور يوان الذي يتبع أسرة جين الغربية (باللغة الصينية: 東晉 317–420) بعدما وصلت أنباء سقوط تشانغآن إلى الجنوب. (يقع نهر وو هو في الشمال، والتي لا تعترف بشرعية جين، وتشير أحيانًا إليها باسم «لانجيي».)

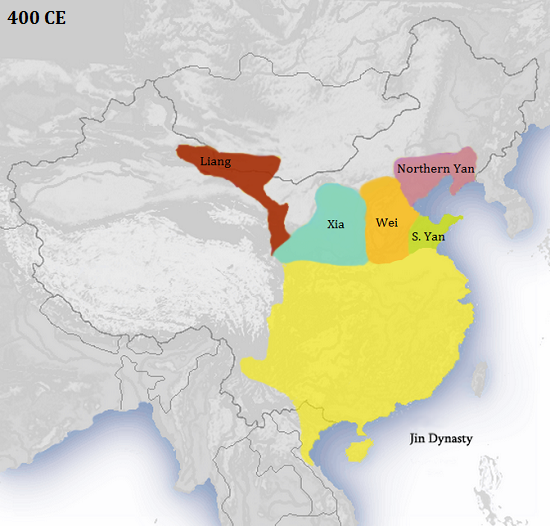
جين الغربية 400 قبل الميلاد

لقد كانت الأزمات العسكرية، مثل حركات التمرد التي قادها جنرالات مثل وانغ دان (Wang Dun) وسو جون (Su Jun) سببًا في معاناة جين الشرقية خلا فترة وجودها البالغة 104 سنة. ومع ذلك، تحولت معركة نهر فاي إلى نصر مظفر لجين، نظرًا للتعاون قصير الأجل بين هوان تشونغ (Huan Chong), الأخ الأكبر للجنرال هوان ون (Huan Wen) ورئيس الوزراء شي آن (Xie An). وبعد ذلك، اغتصب هوان شوان (Huan Xuan)، ابن هوان ون (Huan Wen), السلطة ليجلس على العرش وغير اسم الأسرة إلى تشو (Chu). وتم خلعه بعد ذلك عن طريق ليو سونغ (Liu Song)، الذي أعاد الإمبراطور يان (An), وأمر بشنق نفسه وتنصيب أخيه الإمبراطور غونغ (Gong) في عام 419.
وتنازل الإمبراطور غونغ (Gong) في عام 420 لصالح ليو يو (Liu Yu)، معلنا في أسرة ليو سونغ (Liu Song) عن أول أسرة من الأسر الجنوبية. وبهذا انتهت أسرة جين.
وفي هذه الأثناء، كانت شمال الصين واقعة تحت حكم الممالك الستة عشر، التي تم تأسيس العديد منها على يد وو هو (Wu Hu). وكان آخرها، ليانغ الشمالية، التي تمت هزيمتها على يد أسرة وي الشمالية في عام 439، وكان هذا إيذانًا ببدء فترة الأسر الشمالية.

## صناعة الخزف عند جين

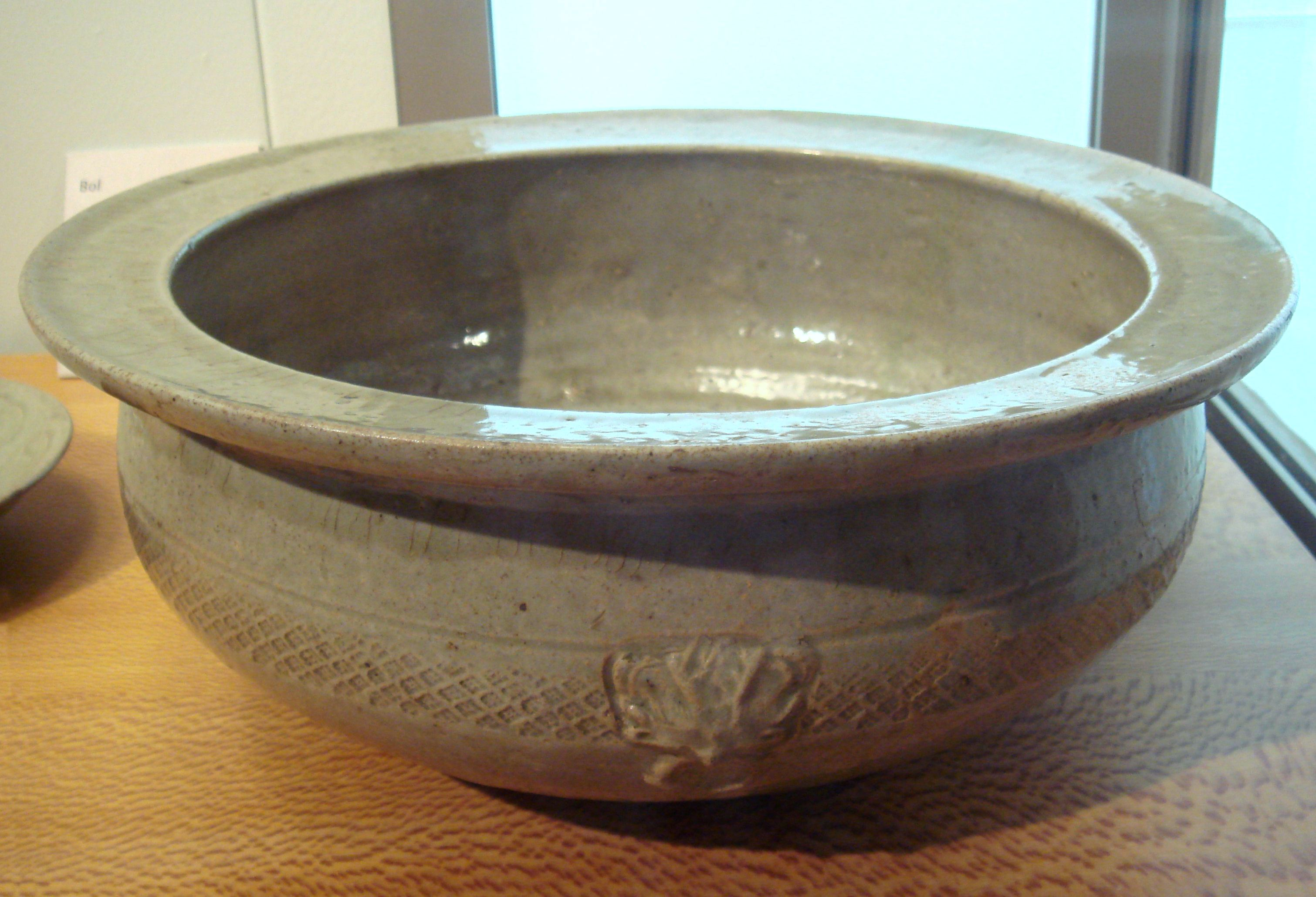
أواني يوي الفخارية بتصميم فني، القرن الثالث بعد الميلاد، جين الغربية، تشجيانغ.

من المعروف جيدًا أن عهد أسرة جين تميز بجودة الأواني الفخارية السيلادون الخضراء المصنوعة من الخزف، التي جاءت بشكل مباشر بعد تطور بروتو سيلادون. وتتضمن تصميمات الأواني الفخارية أشكال الحيوانات وأشكال بوذا وأشكال أخرى.
نماذج من أواني يوي الفخارية المعروفة كذلك من أسرة جين.

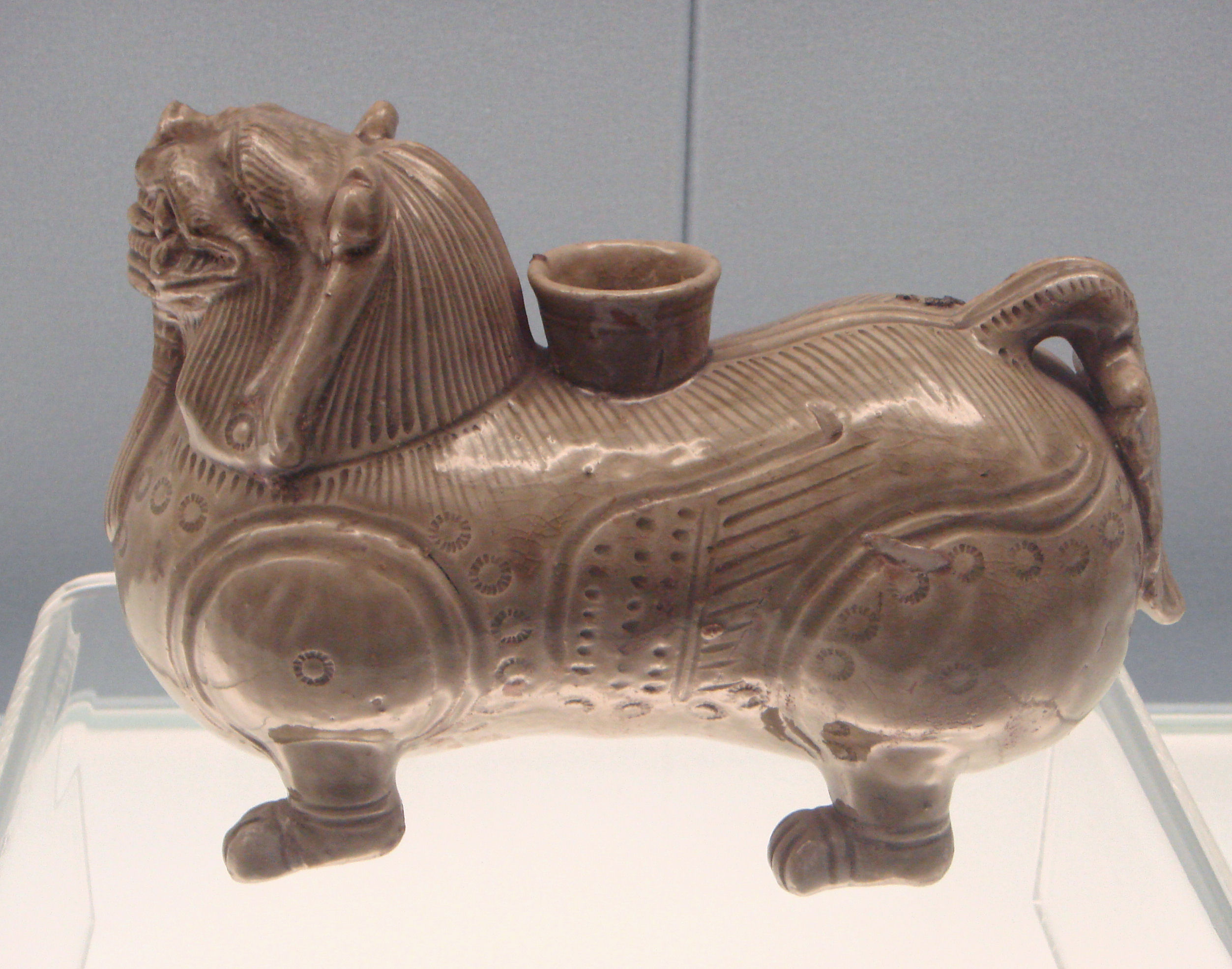
سيلادون مصمم على شكل أسد بيكسي، جين الغربية من عام 265 إلى 317 بعد الميلاد.
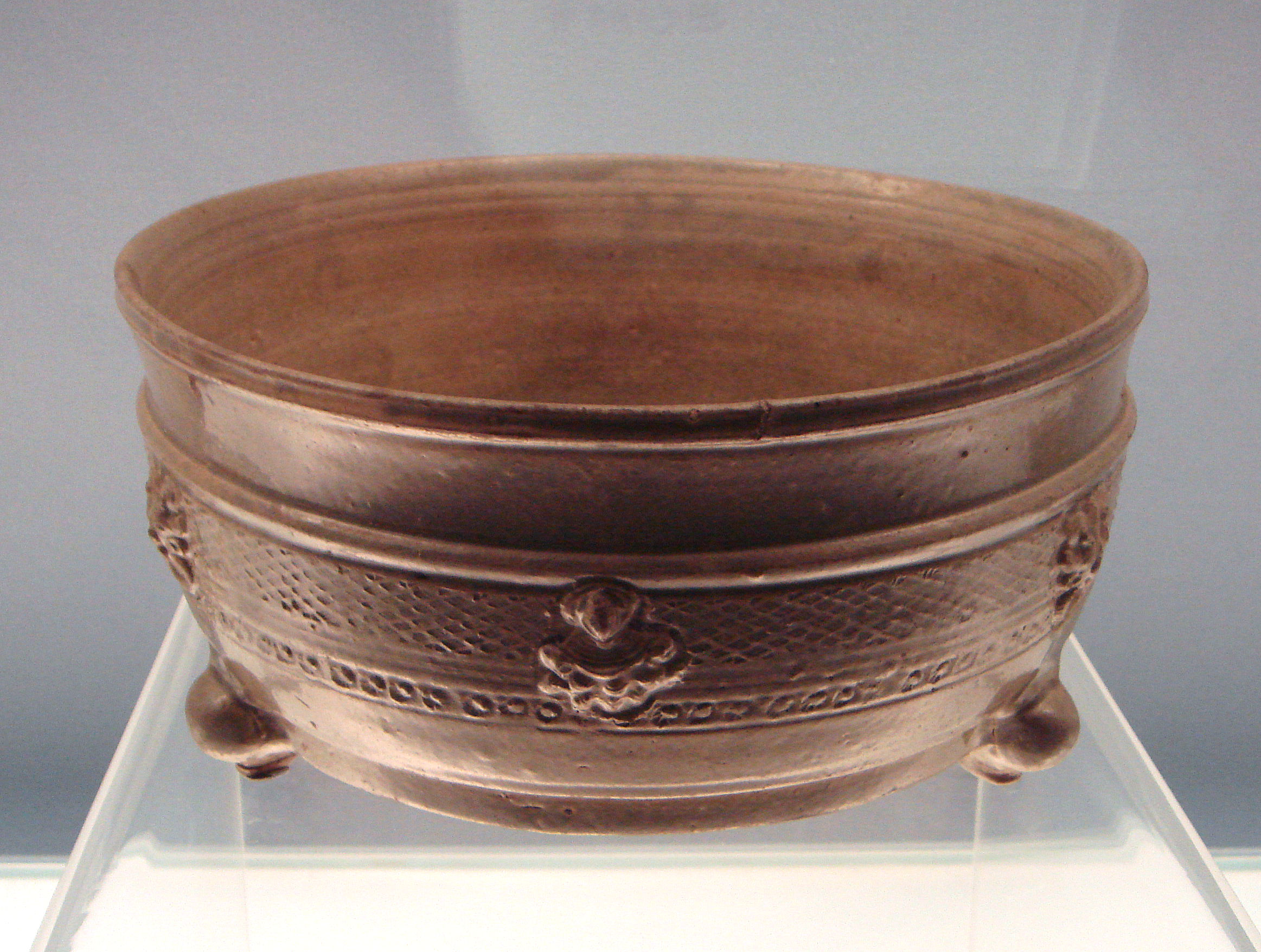
وعاء سيلادون ليان بأشكال بوذية جين الغربية, من عام 265 إلى 317 قبل الميلاد.
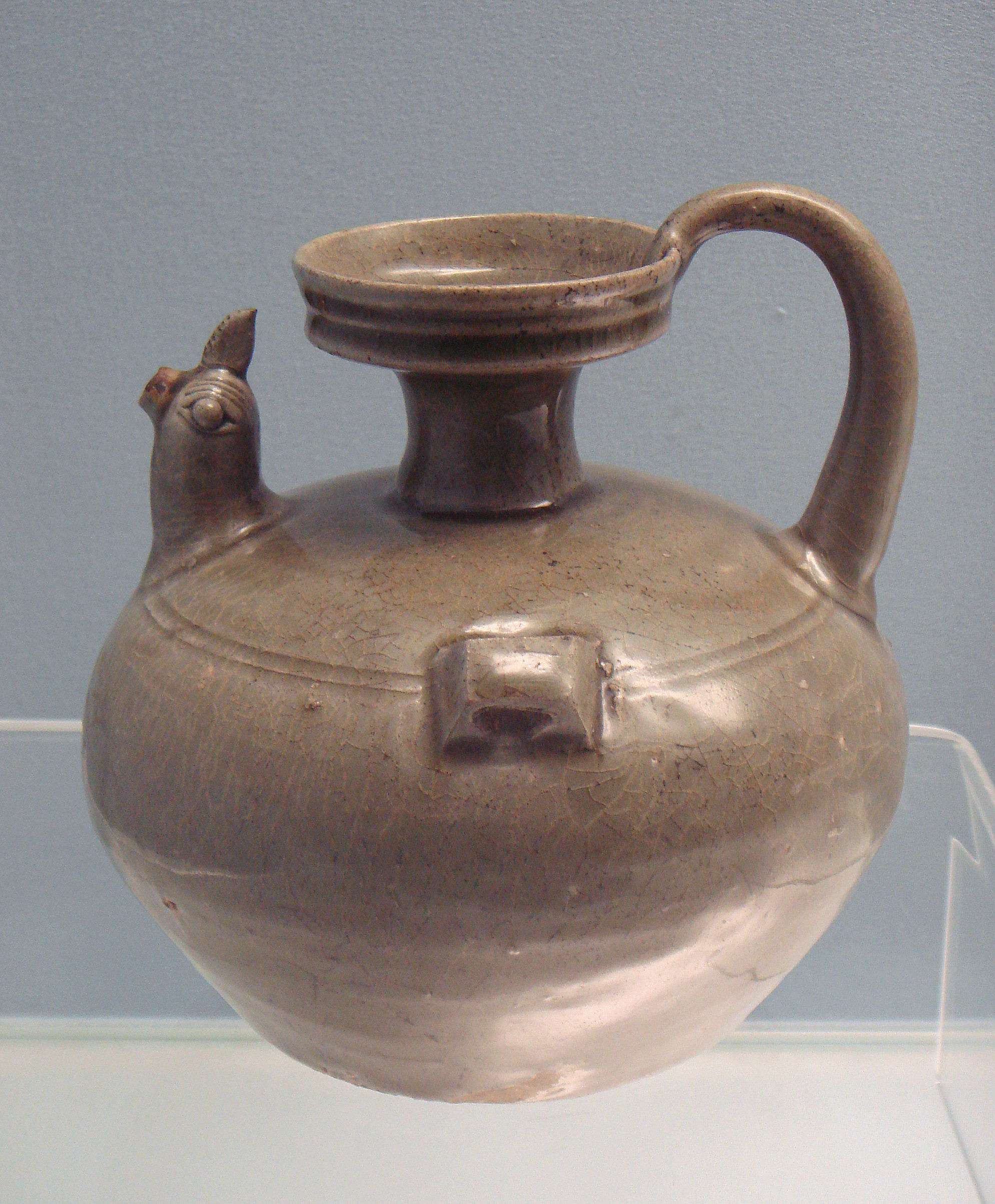
أواني فخارية سيلادون، جين الغربية، في الفترة من 317 إلى 420 بعد الميلاد.
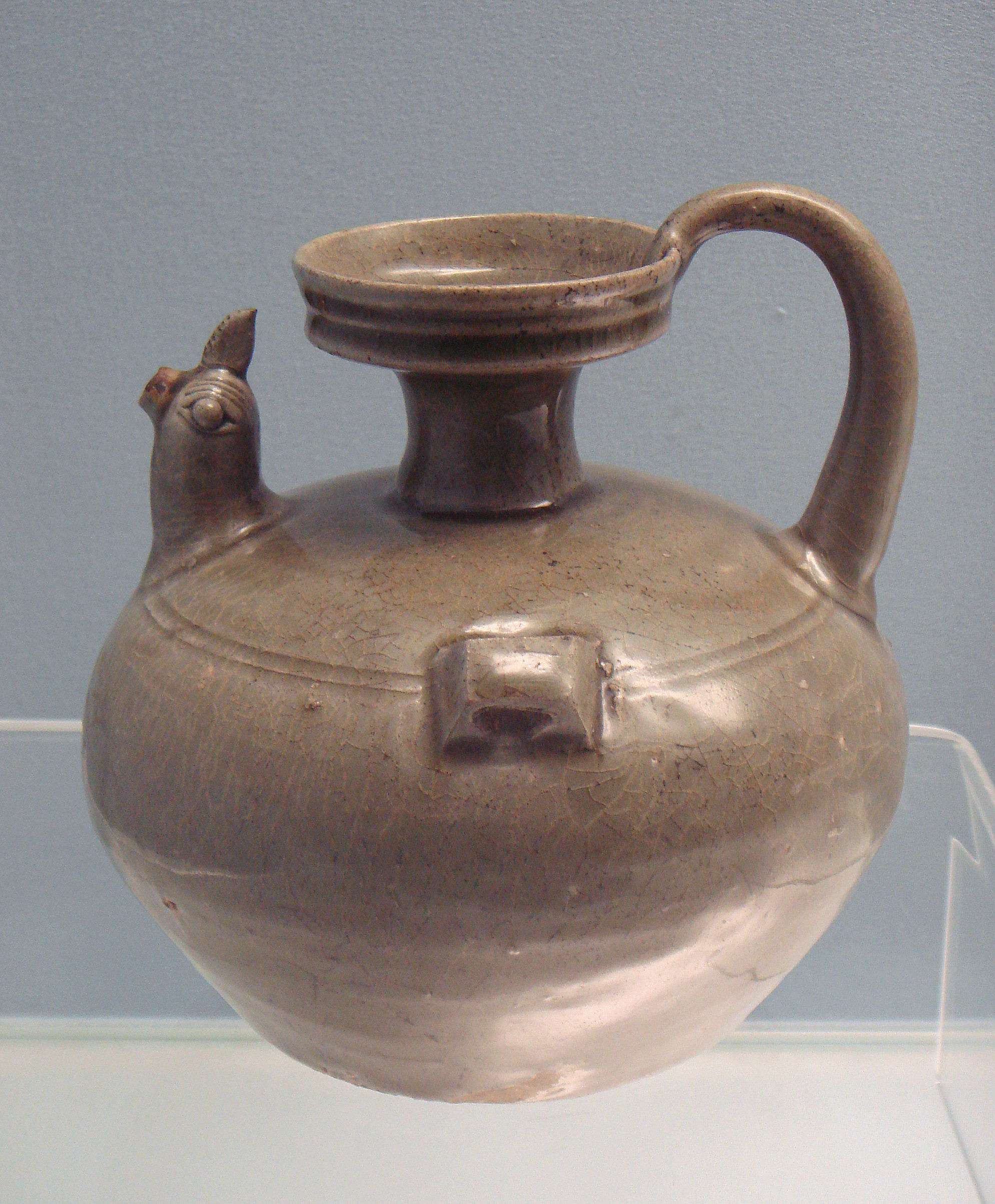
أواني فخارية سيلادون بمواضع بنية اللون، جين الغربية، في الفترة من 317 إلى 420 بعد الميلاد.

## الشكل
- شجرة عائلة سيما التي تتبع 'عائلة جين الغربية'

## سلاطين أسرة جين
| الاسم بعد الوفاة                             | اسم العائلة ووالأسماء المعروفة | فترات الحكم | اسم الفترة وما يكافئها من السنوات |
| -------------------------------------------- | ------------------------------ | ----------- | --- |
| العرف الصيني: "جين" + الاسم بعد الوفاة+ "di" |                                |             | |
| أسرة جين الغربية في الفترة من 265 – 316      |                                |             | |
| وو دي (Wu Di)                                | سيما يان                       | 266–290     | - تايشي 266–274 - إكسيانينغ 275–280 - تياكانغ 280–289 - تيزي 28 يناير 290 – 17 أكتوبر 290 |
| وو دي (Wu Di)                                | سيما تشونغ                     | 290–307     | - يونجشي 17 أكتوبر 290 – 15 فبراير 291 - يونغ بينغ 16 فبراير – 23 أبريل 291 - يوانكانغ 24 إبريل 291 – 6 فبراير 300 - يونغ كانغ 7 فبراير 300 – 3 فبراير 301 - يونغنينغ 1 يونيو 301 – 4 يناير 303 - تايان 5 يناير 303 – 21 فبراير 304 - يونغان 22 فبراير – 15 أغسطس، 304، 25 ديسمبر 304 – 3 فبراير 305 - جينو 16 أغسطس – 24 ديسمبر 304 - يونغشينغ 4 فبراير 305 – 12 يوليو 306 - قوانغشى 13 يوليو 306 – 19 فبراير 307 |
| لا أحد                                       | سيما لون (Sima Lun)            | 301         | - غيانشى 3 فبراير – 1 يونيو 301 |
| هواي دي (Huai Di)                            | سيما تشي (Sima Chi)            | 307 – 311   | - يونغجيا 307 – 313 |
| من دي (Min Di)                               | سيما يي (Sima Ye)              | 313–316     | - جيان شينغ 313–317 |
| أسرة جين الغربية في الفترة من 317 - 420      |                                |             | |
| يوان دي (Yuan Di)                            | سيما روي                       | 317–323     | - جينوو 317–318 - تيكسينغ 318–322 - يونغ تشانغ 322–323 |
| مينغ دي (Ming Di)                            | سيما شاو (Sima Shao)           | 323–325     | - تيانينغ 323–326 |
| تشنغ دي (Cheng Di)                           | سيما يان                       | 325–342     | - إكسياني 326–335 - إكسيانكانغ 335–342 |
| كانغ دي (Kang Di)                            | سيما يوي (Sima Ye)             | 342–344     | - جيانيوان 343–344 |
| مو دي (Mu Di)                                | سيما دان (Sima Dan)            | 344–361     | - يونغهي 345–357 - شينغبنغ 357–361 |
| آي دي (Ai Di)                                | سيما بي (Sima Pi)              | 361–365     | - لونغهي 362–363 - شينغنينغ 363–365 |
| فاي دي (Fei Di)                              | سيما يي (Sima Yi)              | 365–372     | *تي 365–372 |
| جيانوين دي (Jianwen Di)                      | سيما يي (Sima Ye)              | 372         | - إكسيانان 372–373 |
| إكسياووو دي                                  | سيما ياو (Sima Yao)            | 372–396     | - نينغكانغ 373–375 - تاييوان 376–396 |
| آن دي (An Di)                                | سيما ديزونغ (Sima Dezong)      | 396–419     | - لونغان 397–402 - يوان شينغ 402–405 - يكسي 405–419 |
| غونغ دي (Gong Di)                            | سيما دوين (Sima Dewen)         | 419–420     | - يوانكسي 419–420 |

## الأحداث الهامة
- معركة نهر فاي
- عشاق الفراشة
- حرب الأمراء الثمانية
- شعب وو هو

## وصلات خارجية
- التاريخ الصيني، أسرة جين 晉
- مقبرة أسرة جين الكبرى المكتشفة في شمال شرق الصين
- إمبراطورية الصين الأولى: مجموعة جيدة من المصادر
- تاريخ الصين: كتالوج جيد من المعلومات